# کاملاً آدم‌کش
کاملاً آدم‌کش (به انگلیسی: Totally Killer) یک فیلم کمدی-اسلشر آمریکایی در حال تولید به کارگردانی نهناتچکا خان و نویسندگی جن دی آنجلو و دیوید ماتالون و ساشا پرل راور است. در این فیلم کرنان شیپکا، اولیویا هولت، جولی بوون و رندل پارک به ایفای نقش پرداخته‌اند. این فیلم توسط جیسون بلام، تحت برچسپ خودش یعنی بلوم‌هاوس پروداکشنز، و همچنین توسط آدام هندریکس و گرگ گیلرث تحت برچسپ آنها، دیواید/کانکوئر، تهیه شده‌است.

## طرح داستان
پس از اینکه مادر جیمی در یک جشن هالووین توسط قاتلی ملقب به «Sweet Sixteen Killer» کشته می‌شود، او در زمان به سال ۱۹۸۷ سفر می‌کند تا جلوی قاتل جوانتر را بگیرد و باید پیش از اینکه برای همیشه در گذشته گرفتار شود، به خط زمانی خود بازگردد.

## بازیگران
- کرنان شیپکا در نقش جیمی
- جولی بوون در نقش پم
  - اولیویا هولت در نقش پم نوجوان
- رندل پارک
- لاکلین مونرو در نقش بلیک بزرگسال
  - چارلی گیلسپی در نقش تین بلیک
- لیانا لیبراتو در نقش تیفانی کلارک
- کلسی مائوما در نقش آملیا

## تولید
در مه ۲۰۲۲، آمازون استودیوز و بلوم‌هاوس پروداکشنز از ساخت فیلمی با عنوان «Totally Killer» به کارگردانی نهناتچکا خان، به نویسندگی جن دی آنجلو و دیوید ماتالون و ساشا پرل راور، و با نقش آفرینی کرنان شیپکا، اولیویا هولت، جولی بوون و رندل پارک خبر دادند.

### فیلمبرداری
تصویربرداری اصلی فیلم در ماه مه ۲۰۲۲ آغاز شد.

## انتشار
کاملاً آدم‌کش قرار است توسط آمازون استودیوز منتشر شود.